# 実相寺 (鎌倉市)
実相寺（じっそうじ）は、神奈川県鎌倉市材木座にある日蓮宗の寺院。山号は弘延山。旧本山は玉澤妙法華寺。潮師法縁。
実相寺の境内は、鎌倉時代の武将工藤祐経の屋敷跡で、文永8年（1271年）に、日蓮の弟子・日昭が、日蓮が佐渡にいる間に一門の教化・統率の拠点として開いた濱土法華堂がはじまりとされ、日蓮入滅後の弘安7年（1284年）に濱土法華堂を寺とし、法華寺としたのが始まりである。現存する本堂は、明治初年の火災の後に再建されたものである。
本尊の一塔両尊四士は、南無妙法蓮華経の七字題目が刻銘された一塔の周りに、釈迦如来・多宝如来の両尊、四菩薩がまつられたものである。本堂右手奥の墓地には日昭上人墓が遺されている。